# Islands (album Mike’a Oldfielda)
Islands – album Mike’a Oldfielda wydany w roku 1987. Zawiera typowy dla twórczości Oldfielda w latach 80. zestaw piosenek i jeden długi utwór instrumentalny. Mike Oldfield był kompozytorem i autorem tekstów wszystkich utworów. Wielotematyczna suita The Wind Chimes zawiera wiele motywów muzycznych, rozwiniętych w obecnych na płycie piosenkach. Główną wokalistką została Anita Hegerland, ówczesna życiowa partnerka Mike’a Oldfielda. W piosenkach śpiewali także Bonnie Tyler, Kevin Ayers, Max Bacon oraz Jim Price. Album został wydany w dwóch różnych wersjach: amerykańskiej i brytyjskiej.

## Lista utworów

### Wersja wydana w Wlk. Brytanii
1. „The Wind Chimes Part One And Part Two” - 21:49
2. „Islands” - 4:19  (wokal - Bonnie Tyler)
3. „Flying Start” - 3:36  (wokal - Kevin Ayers)
4. „North Point” - 3:33  (wokal - Anita Hegerland)
5. „Magic Touch” - 4:14  (wokal - Jim Price)
6. „The Time Has Come” - 3:51  (wokal - Anita Hegerland)
7. „When The Nights On Fire” - 6:41  (wokal - Anita Hegerland)[1]

### Wersja wydana w USA
1. „The Wind Chimes Part 1” - 2:31
2. „The Wind Chimes Part 2” - 19:15
3. „Magic Touch” - 4:15  (wokal - Max Bacon)
4. „The Time Has Come” - 3:53  (wokal - Anita Hegerland)
5. „North Point” - 3:33  (wokal - Anita Hegerland)
6. „Flying Start” - 3:38  (wokal - Kevin Ayers)
7. „Islands” - 4:18  (wokal - Bonnie Tyler)[2]

## Album video
W 1988 roku ukazała się kaseta VHS The Wind Chimes, zawierająca teledyski do m.in. pięciu piosenek z płyty Islands i instrumentalnego utworu tytułowego. Przy produkcji tego ostatniego, skorzystano z najlepszych wówczas technik animacji komputerowej. Mike Oldfield był reżyserem wszystkich klipów do utworów z płyty Islands. Współreżyserem teledysku do piosenki Magic Touch był znany później reżyser filmowy Alex Proyas. Album video ukazał się także na nośniku Laserdisc. W 2004 roku został dołączony do płyty DVD Elements, zawierającej teledyski z największymi przebojami Mike’a Oldfielda. 